# Пояна-Хоря
Пояна-Хоря (рум. Poiana Horea) — село у повіті Клуж в Румунії. Входить до складу комуни Беліш.
Село розташоване на відстані 345 км на північний захід від Бухареста, 56 км на захід від Клуж-Напоки.

## Населення
За даними перепису населення 2002 року у селі проживали 424 особи, з них 423 особи (99,8%) румунів. Усі жителі села рідною мовою назвали румунську.